# Юрівка (Житомирський район)
Ю́рівка — село в Україні, у Житомирському районі Житомирської області. Входить до складу Любарської селищної громади. Населення становить 1285 осіб.

## Населення

### Мова
Розподіл населення за рідною мовою за даними перепису 2001 року:
| Мова            | Кількість | Відсоток |
| --------------- | --------- | -------- |
| українська      | 1275      | 99.22%   |
| російська       | 9         | 0.70%    |
| інші/не вказали | 1         | 0.08%    |
| Усього          | 1285      | 100%     |

## Географія
Селом протікає річка Вербка.
Історично завжди було передмістям Любара. З 2017 року увійшло до складу Любарської селищної громади.
В селі діє
- Юрівська ЗОШ І-ІІ ст.
- Любарський районний стадіон

## Галерея

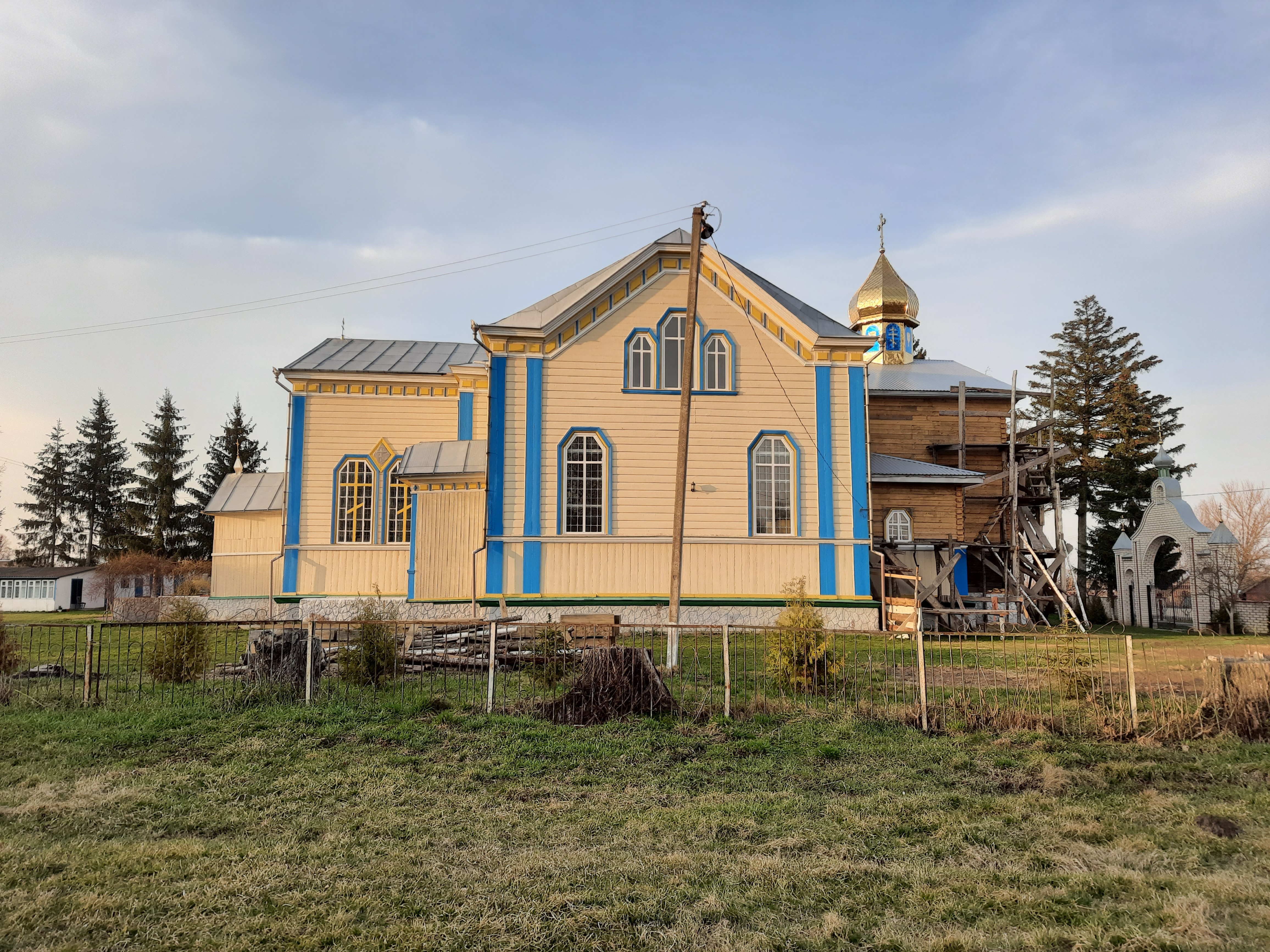
Хрестовоздвиженська церква 1908р
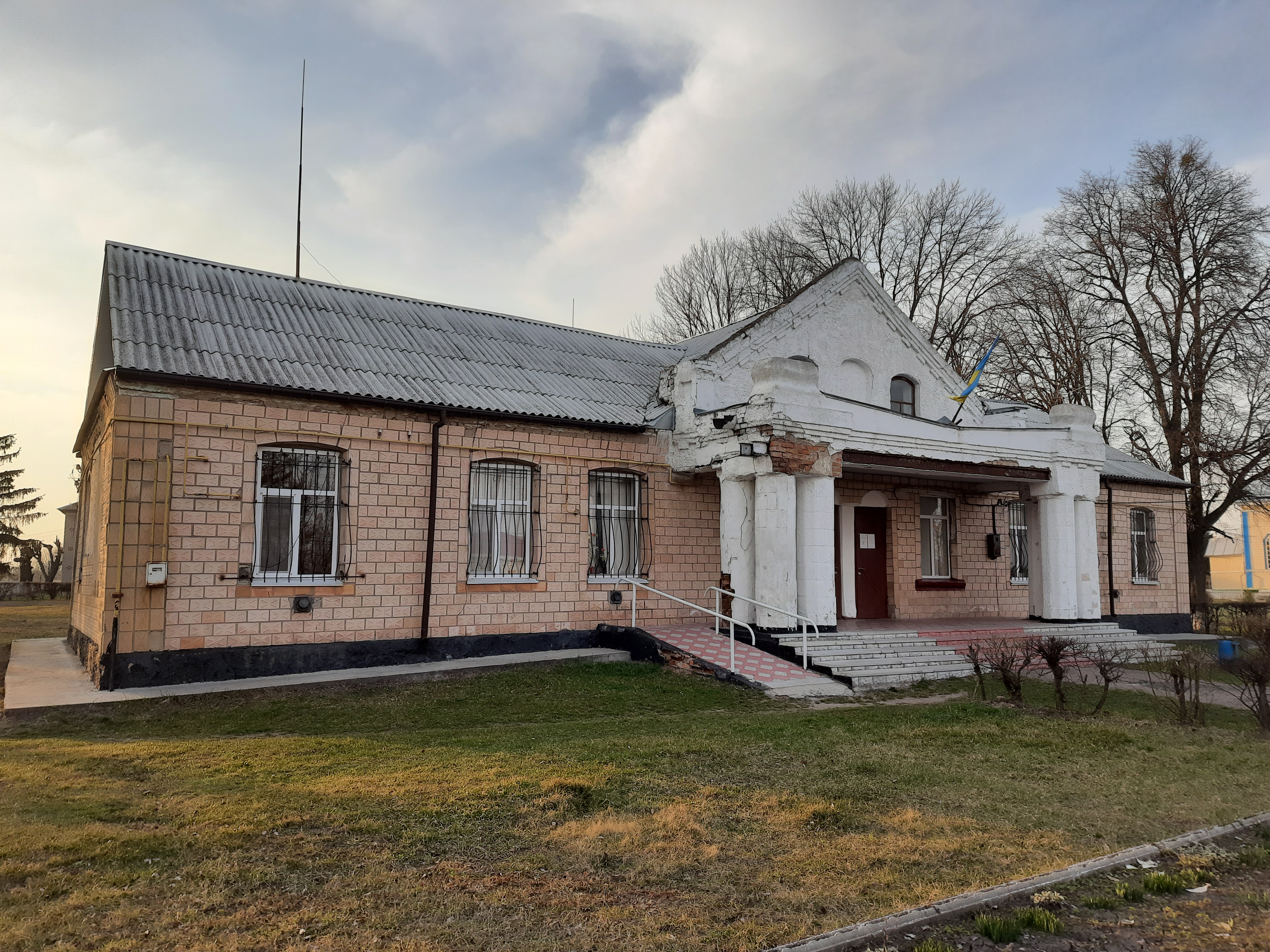
Будинок культури